# 小笠パーキングエリア
小笠パーキングエリア（おがさパーキングエリア）は、静岡県掛川市の東名高速道路上にあるパーキングエリア。

## 道路
- E1 東名高速道路

## 施設

### 上り線（東京方面）
- 駐車場
  - 大型 6台
  - 小型 152台
- トイレ
  - 男性 大10（和式2・洋式8）・小8
  - 女性 23（和式2・洋式21）
    - 同伴の男児用 1

  - 車椅子用 2
- スナック（平日 7:00 - 23:00、土日祝日 7:00 - 22:00）
- ショッピング（平日 7:00 - 23:00、土日祝日 7:00 - 22:00）
- ハイウェイ情報ターミナル
- 自動販売機

### 下り線（名古屋方面）
- 駐車場
  - 大型 37台
  - 小型 72台
- トイレ
  - 男性 大3（和式1・洋式2）・小10
  - 女性 18（和式2・洋式16）
    - 同伴の男児用 4

  - 車椅子用 1
- フードコート（7:00 - 23:00）

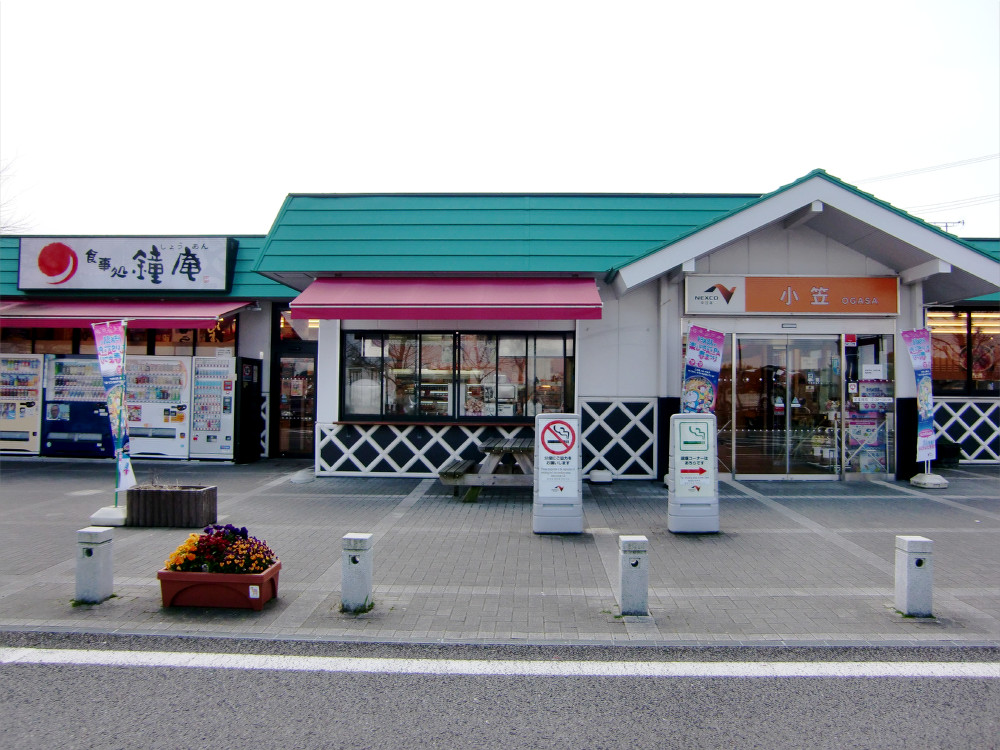
下り線側施設

- コンビニエンスストア「セブン-イレブン」（24時間）[1]
- 自動販売機

## 隣
E1 東名高速道路
(14-1) 掛川IC - 小笠PA - (15) 袋井IC

## 外部アクセス
本線外からの徒歩アクセスが可能で当施設利用の他、同乗者の乗降口としても使える。
- 掛川市自主運行バス市街地循環線南回り（掛川駅方面）「東名小笠パーキング入口」停留所 - 上り線パーキングの階段下付近にある
- JR・天竜浜名湖鉄道 掛川駅 - 徒歩約30分前後
- 天竜浜名湖鉄道 掛川市役所前駅 - 徒歩約20分前後
- 掛川市・袋井市病院企業団立中東遠総合医療センター
- 資生堂掛川工場・資生堂アートハウス・資生堂企業資料館